# Френсіс Массон
Френсіс Массон (англ. Francis Masson, 1741 — 23 грудня 1805) — британський ботанік та садівник. 

## Біографія
Френсіс Массон народився у Абердині в серпні 1741 року.
У 1771 році Массон був призначений помічником садівника у Королівські ботанічні сади в К'ю (Лондон), Англія. До того часу Королівські ботанічні сади К'ью отримували рослини та насіння від різних людей, але директор Вільям Айтон вирішив, що Сади в К'ю повинні мати свою власну колекцію зразків, і Френсіс Массон став першим офіційним колекціонером. У 1772 році він був відправлений у складі експедиції Джеймса Кука до Мису Доброї Надії; у 1772-1774 роках Массон здійснив три тривалих подорожі в глиб Південної Африки для вивчення рослин. У 1775 році він повернувся до Англії, а наступного року опублікував звіт про свої подорожі у Філософських працях Королівського товариства. Массон вів листування з Карлом Ліннеєм, знаменитим шведським натуралістом. Його листування з Ліннеєм тривало з 28 грудня 1775 року до 6 серпня 1776 року. У травні 1776 року Френсіс Массон був відправлений на Азорські острови, Канарські острови, Мадейру та Вест-Індію, а також Антильські острови; у 1778 році він опублікував An account of the Island of St Miguel у Філософських працях Королівського товариства. 12 грудня 1778 року Френсіс Массон відправив листа сину Карла Ліннея — Карлу Ліннею молодшому.
У 1781 році Френсіс Массон повернувся до Англії; через два роки Массон зважився вирушити у Португалію, Іспанію та Танжер, Марокко, а згодом вирушив назад до Португалії та на Мадейру, повернувшись до Англії у 1785 році. Наприкінці цього року він знову вирушив на Мис Доброї Надії; Массон залишався в Південній Африці до 1795 року, а наступного року він опублікував книгу Stapeliæ novæ; or, a collection of several new species of that genus, discovered in the interior parts of Africa.
На початку 1797 року друг Массона сер Джозеф Бенкс, президент Лондонського королівського товариства, переконав його зробити поїздку для збору рослин у Верхню Канаду; він відплив у вересні, але не досяг Нью-Йорка до кінця грудня через похмуру погоду та діяльність французьких каперів. До кінця травня 1798 року Массон вирушив до Освего, Нью-Йорка, а згодом поплив на човні по озеру Онтаріо, зробивши декілька ботанічних зборів на березі; на початку липня він досяг Ньюарка, Верхньої Канади, та вирушив у Квінстон. Френсіс мав намір відвідати Детройт (штат Мічиган), але через несприятливі вітри не міг взяти судно на озері Ері; після подальшого збору зразків навколо Ніагари, він вирушив у Йорк (Торонто) і, нарешті, у Монреаль, куди він прибув 16 жовтня. На наступний день Френсіс послав Бенксу коробку насіння та зразки дикого рису.
Френсіс Массон помер у Монреалі 23 грудня 1805 року після короткотривалої хвороби.

## Наукова діяльність
Френсіс Массон спеціалізувався на насіннєвих рослинах.

## Публікації
- An Account of Three Journeys from the Cape Town into the Southern Parts of Africa; Undertaken for the Discovery of New Plants, towards the Improvement of the Royal Botanical Gardens at Kew. In: Philosophical Transactions of the Royal Society. Band 66, S. 268—317, 1776[3].
- An Account of the Island of St. Miguel. In: Philosophical Transactions of the Royal Society. Band 68, S. 601—610, 1778[3].
- Stapeliæ novæ; or, a collection of several new species of that genus, discovered in the interior parts of Africa (London, 1796)[3].

## Вшанування
Карл Петер Тунберг назвав на його честь рід рослин Massonia родини Гіацинтові.